# Iranecio
Iranecio là một chi thực vật có hoa trong họ Cúc (Asteraceae).

## Loài
Chi Iranecio gồm các loài: